# Krystian Adam
Krystian Adam is een Poolse tenor. Hij is gespecialiseerd in repertoire van de 17e en 18e Eeuw.

## Biografie
Krystian Adam Krzeszowiak werd geboren in het Poolse Jawor. Hij studeerde zang in Wrocław, onder leraar Bogdan Makal. Hij kreeg verschillende studiebeurzen van de Poolse regering en in 2006 studeerde hij af met de hoogste onderscheiding. Vervolgens ging hij naar het Giuseppe Verdi Conservatorium in Milaan, om te studeren bij Rita Orlandi di Malaspina.
Zijn debuut maakte hij in Rossini’s Il Barbiere di Siviglia en vervolgens kreeg hij de hoofdrollen in La Clemenza di Tito van Mozart en Il Matrimonio Segreto van Domenico Cimarosa. In 2007 zong hij tijdens de wereldpremière van Fabio Vacchi’s Teneke, onder leiding van Roberto Abbado, aan het Teatro alla Scala te Milaan. Op het programma stond hij nog onder de naam Krystian Krzeszowiak vermeld.
In 2014 trad hij een eerste keer op in de Royal Opera van Londen, tijdens een opvoering van Mozarts Idomeneo. In 2015 speelde hij er Don Basilio in Le Nozze di Figaro en in 2017 keerde hij terug, als Abbé de Chazeuil in Adriana Lecouvreur van Italiaanse pianist Francesco Cilea. In 2015 speelde hij mee in Orfeo van Monteverdi, in een bewerking van dirigent John Eliot Gardiner. Eerst in de Royal Albert Hall en in 2017 tijdens voorstellingen in de Verenigde Staten en opnieuw in het Verenigd Koninkrijk. Met Collegium 1704, onder leiding van Václav Luks, werkte hij mee aan een reeks uitvoeringen van Messiah van Händel. In 2019 speelden ze concerten in het Rudolfinum te Praag, in de Annenkirche te Dresden, in La Chapelle Royale te Versailles, in deSingel in Antwerpen en het Concertgebouw in Brugge.

## Onderscheidingen
In 2008 kreeg hij in Polen de prijs voor 'beste debuut' voor zijn vertolking van Tassilo in Countess Maritza van de Hongaarse componist Emmerich Kálmán.  